# Mesnil-Bruntel
Mesnil-Bruntel és un municipi francès situat al departament del Somme i a la regió dels Alts de França. L'any 2007 tenia 307 habitants.

## Demografia

### Població
El 2007 la població de fet de Mesnil-Bruntel era de 307 persones. Hi havia 116 famílies de les quals 20 eren unipersonals (4 homes vivint sols i 16 dones vivint soles), 44 parelles sense fills, 44 parelles amb fills i 8 famílies monoparentals amb fills.
La població ha evolucionat segons el següent gràfic:
Habitants censats

### Habitatges
El 2007 hi havia 137 habitatges, 121 eren l'habitatge principal de la família, 5 eren segones residències i 10 estaven desocupats. 135 eren cases i 2 eren apartaments. Dels 121 habitatges principals, 111 estaven ocupats pels seus propietaris, 9 estaven llogats i ocupats pels llogaters i 1 estava cedit a títol gratuït; 3 tenien dues cambres, 15 en tenien tres, 34 en tenien quatre i 69 en tenien cinc o més. 80 habitatges disposaven pel capbaix d'una plaça de pàrquing. A 45 habitatges hi havia un automòbil i a 60 n'hi havia dos o més.

### Piràmide de població

La piràmide de població per edats i sexe el 2009 era:
| Homes | Edats   | Dones |
| ----- | ------- | ----- |
| 0     | 95 o +  | 0     |
| 0     | 90 a 94 | 0     |
| 0     | 85 a 89 | 0     |
| 4     | 80 a 84 | 0     |
| 8     | 75 a 79 | 16    |
| 4     | 70 a 74 | 16    |
| 4     | 65 a 69 | 4     |
| 4     | 60 a 64 | 8     |
| 4     | 55 a 59 | 8     |
| 0     | 50 a 54 | 4     |
| 28    | 45 a 49 | 24    |
| 12    | 40 a 44 | 16    |
| 12    | 35 a 39 | 8     |
| 8     | 30 a 34 | 4     |
| 0     | 25 a 29 | 4     |
| 9     | 20 a 24 | 4     |
| 16    | 15 a 19 | 12    |
| 8     | 10 a 14 | 20    |
| 8     | 5 a 9   | 16    |
| 0     | 0 a 4   | 8     |

## Economia

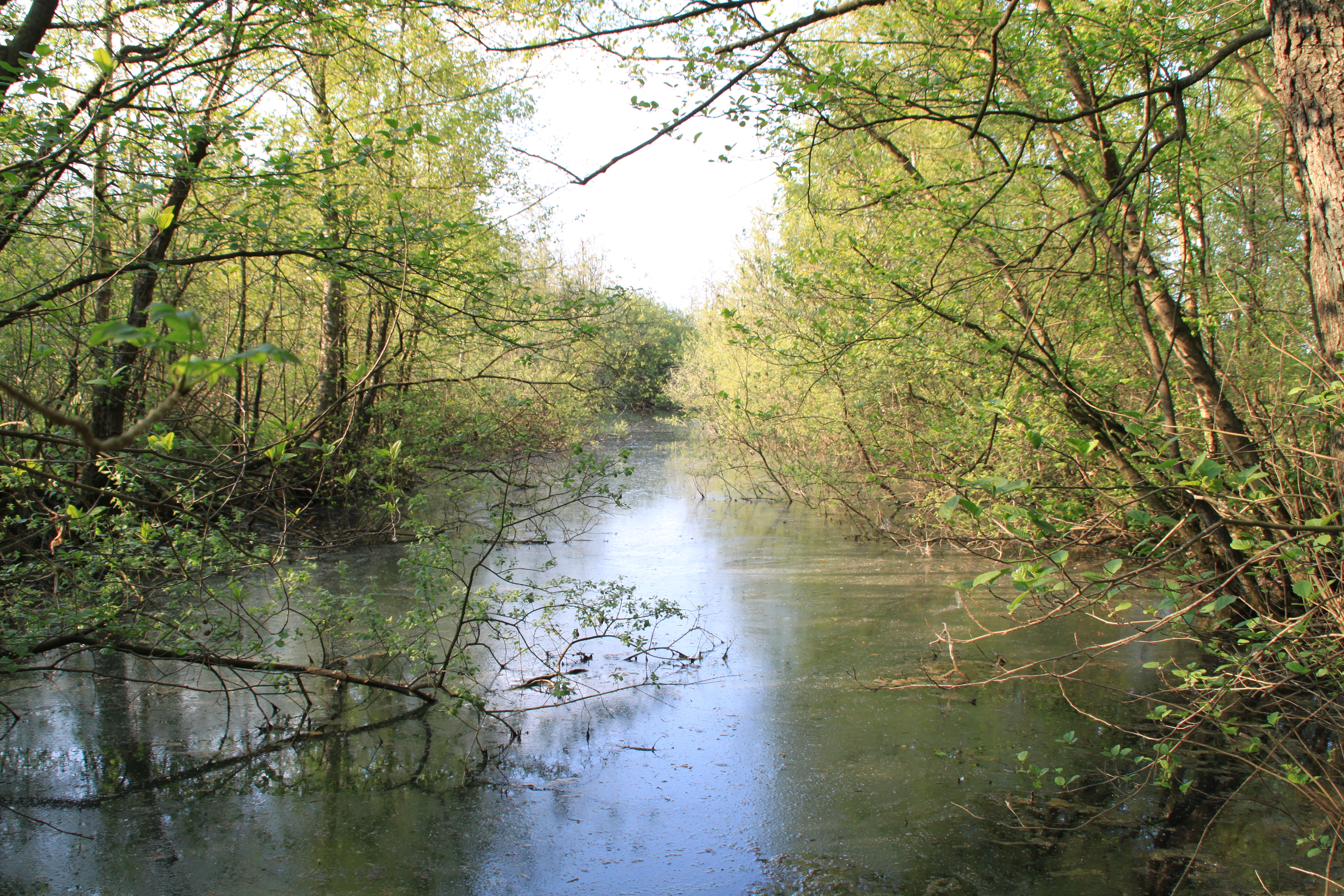

El 2007 la població en edat de treballar era de 213 persones, 149 eren actives i 64 eren inactives. De les 149 persones actives 128 estaven ocupades (72 homes i 56 dones) i 21 estaven aturades (9 homes i 12 dones). De les 64 persones inactives 14 estaven jubilades, 24 estaven estudiant i 26 estaven classificades com a «altres inactius».

### Ingressos
El 2009 a Mesnil-Bruntel hi havia 130 unitats fiscals que integraven 320 persones, la mediana anual d'ingressos fiscals per persona era de 16.873,5 €.

### Activitats econòmiques
Dels 12 establiments que hi havia el 2007, 1 era d'una empresa alimentària, 1 d'una empresa de fabricació d'altres productes industrials, 4 d'empreses de construcció, 3 d'empreses de comerç i reparació d'automòbils, 1 d'una empresa d'hostatgeria i restauració, 1 d'una empresa immobiliària i 1 d'una empresa de serveis.
Dels 5 establiments de servei als particulars que hi havia el 2009, 1 era un guixaire pintor, 1 fusteria, 1 lampisteria, 1 electricista i 1 restaurant.
L'únic establiment comercial que hi havia el 2009 era una fleca.
L'any 2000 a Mesnil-Bruntel hi havia 11 explotacions agrícoles que ocupaven un total de 512 hectàrees.

## Equipaments sanitaris i escolars
El 2009 hi havia una escola elemental integrada dins d'un grup escolar amb les comunes properes formant una escola dispersa.

## Poblacions més properes
El següent diagrama mostra les poblacions més properes.